# S.E.F. Torres 1903 2014-2015 (femminile)
Questa voce raccoglie le informazioni riguardanti la S.E.F. Torres 1903 (femminile) nelle competizioni ufficiali della stagione 2014-2015.

## Rosa
Rosa aggiornata al 25 giugno 2015.
| N. |                   | Ruolo | Calciatrice                |
| -- | ----------------- | ----- | -------------------------- |
| 1  | Italia (bandiera) | P     | Mimma Fazio                |
| 2  | Italia (bandiera) | D     | Claudia Carta              |
| 4  | Italia (bandiera) | C     | Aurora Galli               |
| 5  | Italia (bandiera) | D     | Elisabetta Tona (capitano) |
| 6  | Spagna (bandiera) | C     | Joana Flaviano             |
| 7  | Italia (bandiera) | C     | Giulia Domenichetti (vice) |
| 8  | Italia (bandiera) | A     | Sabrina Marchese           |
| 10 | Spagna (bandiera) | C     | María Pérez                |
| 11 | Italia (bandiera) | A     | Romina Pinna               |

| N. |                        | Ruolo | Calciatrice        |
| -- | ---------------------- | ----- | ------------------ |
| 13 | Italia (bandiera)      | D     | Elisa Bartoli      |
| 17 | Italia (bandiera)      | D     | Valentina Esposito |
| 18 | Italia (bandiera)      | C     | Manuela Giugliano  |
| 19 | Spagna (bandiera)      | C     | Paula Serrano      |
| 21 | Italia (bandiera)      | D     | Giorgia Motta      |
| 24 | Italia (bandiera)      | D     | Eleonora Piacezzi  |
| 27 | Portogallo (bandiera)  | A     | Mafalda Marujo     |
| ?? | Italia (bandiera)      | P     | Emiliana Severino  |
| ?? | Stati Uniti (bandiera) | A     | Jocelyn Charette   |

## Calciomercato

### Sessione estiva
| Acquisti | Acquisti              | Acquisti        | Acquisti   |
| R.       | Nome                  | da              | Modalità   |
| -------- | --------------------- | --------------- | ---------- |
| P        | Mimma Fazio           | Pordenone       | svincolata |
| C        | Valentina Esposito    | Napoli          |            |
| C        | María Pérez Fernández | Levante         |            |
| C        | Joana Flaviano        | Athletic Bilbao |            |
| C        | Manuela Giugliano     | Pordenone       | svincolata |
| A        | Mafalda Marujo        | Benfica         |            |

| Cessioni | Cessioni          | Cessioni     | Cessioni   |
| R.       | Nome              | a            | Modalità   |
| -------- | ----------------- | ------------ | ---------- |
| P        | Emiliana Severino |              | svincolata |
| P        | Gaëlle Thalmann   | MSV Duisburg | definitivo |
| A        | Patrizia Panico   | AGSM Verona  |            |

### Sessione invernale
| Acquisti | Acquisti         | Acquisti | Acquisti    |
| R.       | Nome             | da       | Modalità    |
| -------- | ---------------- | -------- | ----------- |
| A        | Jocelyn Charette | QBIK     | [ 3 ] [ 4 ] |
| A        | Yoreli Rincón    |          | [ 3 ] [ 4 ] |

| Cessioni | Cessioni | Cessioni | Cessioni |
| R.       | Nome     | a        | Modalità |
| -------- | -------- | -------- | -------- |
|          |          |          |          |

## Risultati

### Serie A

#### Girone di andata
| Arbitro: | Sajmir Kumara (Verona) |

|                             |           |                              |
| Zandomenichi 50’ Piazza 82’ | Marcatori | 11’ Domenichetti 15’ Serrano |

| Arbitro: | Michele Scarpino (Bologna) |

|  |           |           |
|  | Marcatori | 77’ Nagni |

| Arbitro: | Alex Feraudo (Chiavari) |

|            |           |                                                                    |
| Sodini 10’ | Marcatori | 35’, 46’ Marchese 57’ Domenichetti 67’ Pinna 71’ Carta 74’ Serrano |

| Arbitro: | Andrea Cattaneo (Civitavecchia) |

|                                        |           |                    |
| Galli 13’ (rig.) Serrano 46’ Carta 94’ | Marcatori | 32’ (rig.) Pugnali |

| Arbitro: | Alain Bontadi (Trento) |

|  |           |                          |
|  | Marcatori | 53’ Maglia 73’ Giugliano |

| Arbitro: | Angelo De Leo (Molfetta) |

|                                |           |                             |
| Giugliano 45’ Domenichetti 62’ | Marcatori | 18’, 62’ D'Adda 39’ Cernoia |

| Arbitro: | Meloni |

|                              |           |  |
| Špelič 13’ (aut.) Maglia 43’ | Marcatori |  |

| Arbitro: | Laura Ponso (Bassano del Grappa) |

|                                         |           |  |
| Brumana 29’, 81’ Zuliani 48’ Parisi 77’ | Marcatori |  |

| Arbitro: | Giuseppe Collu (Cagliari) |

|                                         |           |  |
| Marchese 33’, 70’ Bartoli 80’ Pinna 94’ | Marcatori |  |

| Arbitro: | Maurizio di Noia (Modena) |

|                                           |           |             |
| Sipos 6’ Gabbiadini 18’ (rig.) Panico 52’ | Marcatori | 63’ Serrano |

| Arbitro: | Matteo Mattera (Roma) |

|                         |           |              |
| Marujo 54’ Piacezzi 72’ | Marcatori | 87’ Giacinti |

| Arbitro: | Jacopo Bertini (Lucca) |

|               |           |               |
| Vigilucci 49’ | Marcatori | 68’ Giugliano |

| Arbitro: | Luca Ragone (Ciampino) |

|                                                   |           |  |
| Serrano 2’ Marchese 3’, 42’ Domenichetti 45’, 87’ | Marcatori |  |

#### Girone di ritorno
| Arbitro: | Paride Tremolada (Monza) |

|                                          |           |  |
| Pinna 15’, 28’ Piacezzi 46’ Charette 70’ | Marcatori |  |

| Arbitro: | Franco Iacovacci (Latina) |

|              |           |              |
| Ciccotti 74’ | Marcatori | 38’ Piacezzi |

| Arbitro: | Andrea Ancora (Roma 1) |

|                                     |           |  |
| Piacezzi 37’ Pinna 70’ Flaviano 83’ | Marcatori |  |

| Arbitro: | Massimo Abagnale (Parma) |

|  |           |                                   |
|  | Marcatori | 8’ Flaviano 52’ Marchese 81’ Tona |

| Arbitro: | Alessandro Di Graci (Como) |

|                                                                                |           |  |
| Marchese 21’, 61’ Bartoli 35’ Pinna 41’ Tona 58’ Domenichetti 79’ Charette 90’ | Marcatori |  |

| Arbitro: | Luca Baldelli (Reggio nell'Emilia) |

|             |           |                    |
| Tarenzi 87’ | Marcatori | 90+4’ Domenichetti |

| Arbitro: | Pavone |

|               |           |                          |
| Anaclerio 85’ | Marcatori | 53’ Marchese 56’ Bartoli |

| Arbitro: | Paolo Fele (Nuoro) |

|  |           |                   |
|  | Marcatori | 57’ (rig.) Parisi |

| Arbitro: | Mattia Barbolini (Modena) |

|                       |           |                            |
| Cimatti 34’, 59’, 70’ | Marcatori | 10’, 92’ Serrano 64’ Pinna |

| Arbitro: | Amir Salama (Ostia Lido) |

|                              |           |                                                              |
| Marchese 5’ Domenichetti 46’ | Marcatori | 1’, 70’ Gelmetti 67’ Bonetti 68’ Sipos 73’ Fuselli 93’ Baldo |

| Arbitro: | Riccardo Dell'Oca (Como) |

|                                     |           |                  |
| Giacinti 34’, 67’, 76’ Iannella 42’ | Marcatori | 55’, 81’ Bartoli |

| Arbitro: | Paolo Fele (Nuoro) |

|          |           |  |
| Tona 11’ | Marcatori |  |

| Arbitro: | Andrea Gatti (Gallarate) |

|          |           |           |
| Cama 25’ | Marcatori | 83’ Pinna |

### Coppa Italia

#### Primo turno eliminatorio
| Arbitro: | Massimiliano Aly (Lodi) |

|  |           |                                                                                        |
|  | Marcatori | 8’, 74’ Tona 21’, 80’ Pinna 26’ Galli 60’ Giugliano 78’, 90’ Marchese 60’ Domenichetti |

| Arbitro: | Ragone (Ciampino) |

| |           |  |
| Giugliano 14’ Esposito 24’, 45’, 82’, 87’ Domenichetti 41’, 52’ Marchese 43’, 47’, 64’ Bartoli 59’ | Marcatori |  |

#### Sedicesimi di finale
| Arbitro: | Raus (Brescia) |

|  |           |                                              |
|  | Marcatori | 40’ Galli 47’, 75’ Domenichetti 57’ Flaviano |

#### Ottavi di finale
| Arbitro: | Fele (Nuoro) |

|          |           |                                             |
| Tona 21’ | Marcatori | 12’ Mason 42’, 74’ Scarpellini 89’ Giacinti |

### UEFA Champions League

#### Sedicesimi di finale
| Arbitro: | Rhona Daly |

|                    |           |                                               |
| Zver 53’ Rogan 55’ | Marcatori | 15’ Serrano 30’ Pinna 69’ Flaviano 88’ Maglia |

| Arbitro: | Karolina Radzik-Johan |

|                                        |           |          |
| Flaviano 66’ Tona 69’ Domenichetti 88’ | Marcatori | 56’ Zver |

#### Ottavi di finale
| Arbitro: | Sara Persson |

|                                                        |           |  |
| Šašić 7’, 31’ Garefrekes 15’ Boquete 19’ Laudehr 45+1’ | Marcatori |  |

| Arbitro: | Jana Adámková |

|  |           |                                                 |
|  | Marcatori | 33’ Marozsán 41’ (aut.) Piacezzi 45’, 88’ Šašić |

## Statistiche

### Statistiche di squadra
| Competizione     | Punti | In casa | In casa | In casa | In casa | In casa | In casa | In trasferta | In trasferta | In trasferta | In trasferta | In trasferta | In trasferta | Totale | Totale | Totale | Totale | Totale | Totale | DR  |
| Competizione     | Punti | G       | V       | N       | P       | Gf      | Gs      | G            | V            | N            | P            | Gf           | Gs           | G      | V      | N      | P      | Gf     | Gs     | DR  |
| ---------------- | ----- | ------- | ------- | ------- | ------- | ------- | ------- | ------------ | ------------ | ------------ | ------------ | ------------ | ------------ | ------ | ------ | ------ | ------ | ------ | ------ | --- |
| Serie A          | 45    | 13      | 9       | 0       | 4       | 35      | 13      | 13           | 4            | 6            | 3            | 25           | 22           | 26     | 13     | 6      | 7      | 60     | 35     | +25 |
| Coppa Italia     | -     | 2       | 1       | 0       | 1       | 12      | 4       | 2            | 2            | 0            | 0            | 13           | 0            | 4      | 3      | 0      | 1      | 25     | 4      | +21 |
| Champions League | -     | 2       | 1       | 0       | 1       | 3       | 5       | 2            | 1            | 0            | 1            | 4            | 7            | 4      | 2      | 0      | 2      | 7      | 12     | -5  |
| Totale           | -     | 17      | 11      | 0       | 6       | 50      | 22      | 17           | 7            | 6            | 4            | 42           | 29           | 34     | 18     | 6      | 10     | 92     | 51     | +41 |

### Andamento in campionato
| Giornata  | 1 | 2 | 3 | 4 | 5 | 6 | 7 | 8 | 9 | 10 | 11 | 12 | 13 | 14 | 15 | 16 | 17 | 18 | 19 | 20 | 21 | 22 | 23 | 24 | 25 | 26 |
| --------- | - | - | - | - | - | - | - | - | - | -- | -- | -- | -- | -- | -- | -- | -- | -- | -- | -- | -- | -- | -- | -- | -- | -- |
| Luogo     | T | C | T | C | T | C | C | T | C | T  | C  | T  | C  | C  | T  | C  | T  | C  | T  | T  | C  | T  | C  | T  | C  | T  |
| Risultato | N | P | V | V | V | P | V | P | V | P  | V  | N  | V  | V  | N  | V  | V  | V  | N  | V  | P  | N  | P  | P  | V  | N  |
| Posizione |   |   |   |   |   |   |   |   |   |    |    |    |    |    |    |    |    |    |    |    |    |    |    |    |    | 6  |

Legenda:

Luogo: C = Casa; T = Trasferta. Risultato: V = Vittoria; N = Pareggio; P = Sconfitta.

### Statistiche delle giocatrici
| Giocatore       | Serie A  | Serie A | Serie A     | Serie A    | Coppa Italia | Coppa Italia | Coppa Italia | Coppa Italia | UEFA Champions League | UEFA Champions League | UEFA Champions League | UEFA Champions League | Totale   | Totale | Totale      | Totale     |
| Giocatore       | Presenze | Reti    | Ammonizioni | Espulsioni | Presenze     | Reti         | Ammonizioni  | Espulsioni   | Presenze              | Reti                  | Ammonizioni           | Espulsioni            | Presenze | Reti   | Ammonizioni | Espulsioni |
| --------------- | -------- | ------- | ----------- | ---------- | ------------ | ------------ | ------------ | ------------ | --------------------- | --------------------- | --------------------- | --------------------- | -------- | ------ | ----------- | ---------- |
| E. Bartoli      | 22       | 5       | 5           | 1          | ?            | 1            | ?            | ?            | ?                     | 0                     | ?                     | ?                     | 22+      | 6      | 5+          | 1+         |
| C. Carta        | 4        | 2       | 0           | 0          | ?            | 0            | ?            | ?            | ?                     | ?                     | ?                     | ?                     | 4+       | 2+     | 0+          | 0+         |
| J. Charette     | 7        | 2       | 0           | 0          | 0            | 0            | 0            | 0            | -                     | -                     | -                     | -                     | 7        | 2      | 0           | 0          |
| G. Domenichetti | 26       | 8       | 2           | 0          | ?            | 5            | ?            | ?            | ?                     | 1                     | ?                     | ?                     | 26+      | 14     | 2+          | 0+         |
| V. Esposito     | 21       | 0       | 1           | 0          | ?            | 4            | ?            | ?            | ?                     | ?                     | ?                     | ?                     | 21+      | 4+     | 1+          | 0+         |
| M. Fazio        | 26       | -35     | 3           | 0          | ?            | ?            | ?            | ?            | ?                     | ?                     | ?                     | ?                     | 26+      | -35+   | 3+          | 0+         |
| J. Flaviano     | 15       | 2       | 0           | 0          | ?            | 1            | ?            | ?            | ?                     | 2                     | ?                     | ?                     | 15+      | 5      | 0+          | 0+         |
| A. Galli        | 24       | 1       | 3           | 0          | 4            | 2            | ?            | ?            | 4                     | 0                     | ?                     | ?                     | 32       | 3      | 3+          | 0+         |
| M. Giugliano    | 23       | 3       | 3           | 0          | 2            | 2            | ?            | ?            | 3                     | 0                     | ?                     | ?                     | 28       | 5      | 3+          | 0+         |
| S.M. Marchese   | 25       | 11      | 3           | 0          | ?            | 5            | ?            | ?            | ?                     | 0                     | ?                     | ?                     | 25+      | 16     | 3+          | 0+         |
| . Mafalda       | 11       | 1       | 1           | 0          | ?            | 0            | ?            | ?            | ?                     | ?                     | ?                     | ?                     | 11+      | 1+     | 1+          | 0+         |
| V. Maglia       | 11       | 2       | 0           | ?0         | ?            | ?            | ?            | ?            | ?                     | ?                     | ?                     | ?                     | 11+      | 2+     | 0+          | 0+         |
| G. Motta        | 26       | 0       | 0           | 0          | ?            | 0            | ?            | ?            | ?                     | 1                     | ?                     | ?                     | 26+      | 1      | 0+          | 0+         |
| M. Perez        | ?        | ?       | ?           | ?          | ?            | ?            | ?            | ?            | ?                     | ?                     | ?                     | ?                     | ?        | ?      | ?           | ?          |
| E. Piacezzi     | 26       | 4       | 3           | 0          | ?            | 0            | ?            | ?            | ?                     | 0                     | ?                     | ?                     | 26+      | 4      | 3+          | 0+         |
| R. Pinna        | 25       | 8       | 0           | 0          | ?            | 2            | ?            | ?            | ?                     | 1                     | ?                     | ?                     | 25+      | 11     | 0+          | 0+         |
| P. Serrano      | 23       | 7       | 4           | 0          | ?            | 0            | ?            | ?            | ?                     | 1                     | ?                     | ?                     | 23+      | 8      | 4+          | 0+         |
| E. Severino     | 0        | 0       | 0           | 0          | 1            | 0            | 0            | 0            | 0                     | 0                     | 0                     | 0                     | 1        | 0      | 0           | 0          |
| E. Tona         | 24       | 3       | 5           | 0          | ?            | 3            | ?            | ?            | ?                     | 1                     | ?                     | ?                     | 24+      | 7      | 5+          | 0+         |